# シカゴ派

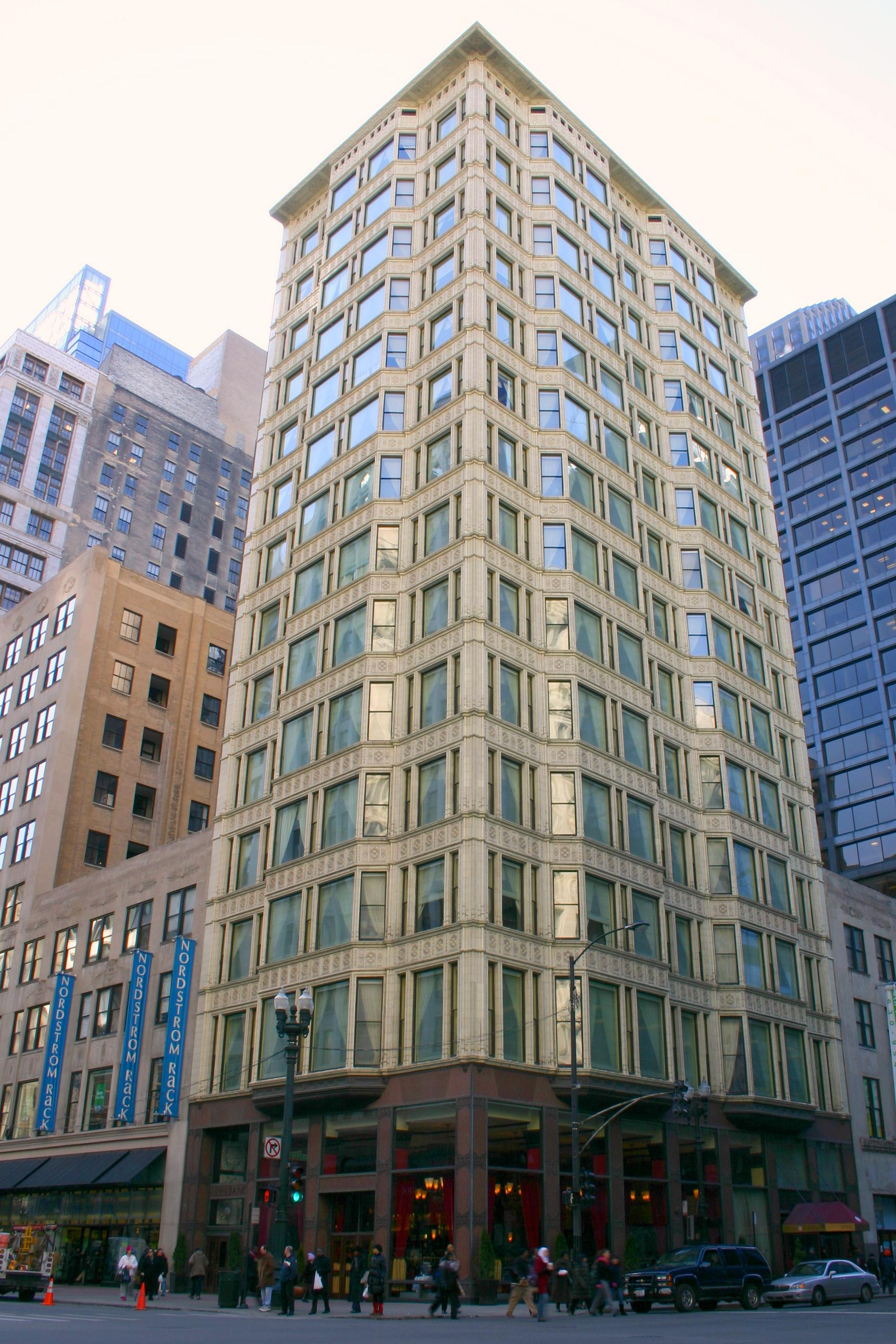
リライアンス・ビルディング（1895年完成）

シカゴ派 (Chicago school) は、1880年代から1890年代に米国イリノイ州シカゴで生じた建築傾向。1871年のシカゴ大火後の再開発と産業の発展を背景に、鉄骨造の高層建築群が設計された。代表的作品にウィリアム・ホラバートとマーティン・ローシュのタコマ・ビルディング（1887年）、ルイス・サリヴァンとダンクマール・アドラーのオーディトリアム・ビルディング（1889年）などがある。20世紀の高層オフィスビルの先駆。

## 詳細
1871年、シカゴは大火に見舞われる。この大火によって、シカゴの市民の内、約10万人がそれぞれの住居を失ってしまった。
その復興の過程で出現するのが高層事務所ビルディングであった。
オフィスは、産業革命以降の工業の発展に伴い、業務を行う場所として、また、保険会社といった第三次産業を行う場所として現れた。一方、産業革命以降の都市への人口集中と、それに伴う土地に集約的な有効利用を解く鍵の一つとして現れたのが高層建築である。高層建築という形式は鉄骨構造の発展やエレベーターの実用化を背景に可能となったものである。
このオフィス高層建築は、これまでの宮殿や教会といった建築にとってかわって、20世紀の建築の主題となっていくものである。そしてその先駆者がシカゴを中心に、オフィスを高層建築で構想し実現させた、シカゴ派という建築家達なのである。